# Gornji Karin
Gornji Karin is een plaats in de gemeente Obrovac in de Kroatische provincie Zadar. De plaats telt 859 inwoners (2001).